# Macronychia agrestis
Macronychia agrestis är en tvåvingeart som först beskrevs av Fallen 1810.  Macronychia agrestis ingår i släktet Macronychia och familjen köttflugor.
Artens utbredningsområde är Sverige. Arten är reproducerande i Sverige. Inga underarter finns listade i Catalogue of Life.